# 长尾刀翅蜂鸟
长尾刀翅蜂鸟（学名：Pampa excellens），是雨燕目蜂鸟科的一种鸟类。
长尾刀翅蜂鸟体重约6克，翼长约68毫米，嘴峰长约30.1毫米，喙宽度约3.7毫米，喙厚度约3.5毫米，跗蹠长约6.8毫米，尾长约65毫米。长尾刀翅蜂鸟在其分布区内为留鸟，其栖息在密集的高大树木组成的森林中，食性为草食性，主要食物来源是植物的花蜜。
长尾刀翅蜂鸟分布于墨西哥东南部圖斯特拉斯山脈。该物种是单型物种，没有亚种分化。